# Witches' Brew (singolo)
Witches' Brew è un brano musicale della cantante dubstep inglese Katy B, estratto il 26 agosto 2011 come sesto singolo dal suo album di debutto On a Mission e promosso dall'etichetta discografica Columbia.

## Tracce
Download digitale
1. Witches Brew - 5:10
2. See Throught - 3:58

## Classifiche
| Classifica (2011/2012) | Posizione massima |
| ---------------------- | ----------------- |
| Belgio (Fiandre)       | 72                |
| Regno Unito            | 128               |